# Serpentine (Australia Zachodnia)
Serpentine – miasto w Australii, w stanie Australia Zachodnia.